# Halichoeres garnoti
 Halichoeres garnoti és una espècie de peix de la família dels làbrids i de l'ordre dels perciformes.

## Morfologia
Els mascles poden assolir els 19,3 cm de longitud total.

## Distribució geogràfica
Es troba des de Bermuda i el sud de Florida (Estats Units) fins al sud-est del Brasil.